# Titane
Titane ist ein Bodyhorrorfilm von Julia Ducournau aus dem Jahr 2021. Das Fantasy-Drama handelt von einer Serienmörderin (dargestellt von Agathe Rousselle), die Fahrzeugen körperlich verbunden ist und auf der Flucht vor der Polizei die Identität des verschwundenen Sohns eines Feuerwehrmanns (Vincent Lindon) annimmt. Das radikale Werk der sich für Body Horror begeisternden Filmemacherin spaltete bei seiner Veröffentlichung die Filmkritik und entzog sich den Konventionen von Genre- und Arthousefilm sowie etwaigen Genderzuschreibungen. Vielfach wurden Vergleiche zu David Cronenbergs Film Crash (1996) gezogen.
Die französisch-belgische Koproduktion wurde am 13. Juli 2021 im Wettbewerb der 74. Internationalen Filmfestspiele von Cannes uraufgeführt und gewann mit der Goldenen Palme den Hauptpreis des Festivals. Im Jahr 2022 war Titane Frankreichs Kandidat für eine Oscar-Nominierung in der Kategorie Bester internationaler Film, kam aber nicht in die engere Auswahl.
Eine Veröffentlichung in den französischen Kinos fand am 14. Juli 2021 statt. Der Kinostart in Deutschland erfolgte am 7. Oktober 2021.

## Handlung
Als kleines Mädchen erhält die von ihrem Vater ungeliebte Alexia nach einem mitverschuldeten Autounfall eine Titanplatte in den Schädel implantiert. Kurz darauf wird ihre körperliche Zuneigung zu Fahrzeugen geweckt. Jahrzehnte später im Erwachsenenalter arbeitet Alexia als erotische Tänzerin bei Auto-Shows. Als ein aggressiver Fan sie eines Abends nach der Arbeit bedrängt, tötet sie ihn mit einer Haarnadel. Daraufhin hat Alexia Bondage-Sex mit einem getunten Cadillac, woraufhin sie blitzartig schwanger wird. Ihr Bauch beginnt in der Folge schmerzhaft anzuschwellen und es tritt Motoröl aus ihrer Vagina aus. Eine versuchte Abtreibung mit ihrer Haarnadel schlägt fehl. In der Folge tötet Alexia nachts bei einem eigentlichen One-Night-Stand drei Personen in einem Haus. Kurz drauf legt sie in der Garage ihres Elternhauses Feuer und schließt Vater und Mutter im Schlafzimmer ein.
Als Alexia bemerkt, dass die Polizei nach ihr fahndet, nimmt sie eine neue Identität an. Sie schlüpft in die Rolle des vermissten Sohns des älteren Feuerwehrkommandanten Vincent. Dessen Kind Adrien ist seit zehn Jahren spurlos verschwunden. Zur Tarnung verändert Alexia ihr Aussehen drastisch – sie bindet sich Bauch und Brüste ab, bricht sich die Nase und schneidet sich die Haare kurz. Auch spricht sie anfänglich kein Wort. Vincent, der seinen muskulösen Körper regelmäßig mit Hormonspritzen versorgt, akzeptiert sie als seinen verlorenen Sohn, ohne Fragen zu stellen. Schon bald entwickelt er väterliche Gefühle für sie. Nach mehreren Fluchtversuchen muss sich Alexia in ihrer neuen Rolle bei der virilen Feuerwehrtruppe beweisen, der Vincent jegliche Diskussion über seinen wiedergefundenen Sohn untersagt. Auch dem jungen Kollegen Rayane, der Alexia auf dem Fahndungsplakat erkennt und Vincent zu warnen versucht. Dieser wird wenig später bei einem Feuerwehreinsatz auf Betreiben Vincents schwer verletzt.
In der Folge kann Alexia ihre fortgeschrittene Schwangerschaft kaum noch verbergen. Öl tritt unkontrolliert aus ihren Brustwarzen aus, während der Fötus in Form einer metallenen Kugel droht, ihren Bauch zu zerreißen. Vincents Ex-Frau findet Alexias Geheimnis heraus, zwingt sie aber dazu, die Rolle als Adrien weiterzuspielen. Als Vincent sie eines Tages nackt erblickt, hält er weiterhin zu ihr. Dies ändert sich, als Alexia bei einem Discoabend in der Feuerwehrzentrale auf Geheiß der Kollegen lasziv auf einem Löschwagen zu tanzen beginnt. Vincent wendet sich daraufhin von ihr ab und versucht sich wenig später in seinem Schlafzimmer anzuzünden. Alexia frönt erfolglos Sex mit einem Löschfahrzeug. Als bei ihr die Wehen einsetzen, bittet sie Vincent um Hilfe. Dieser entbindet ihr Baby, während Alexia selbst bei der Geburt stirbt. Vorher verrät sie ihm ihren wirklichen Namen. Vincent nabelt das Neugeborene, dessen Wirbelsäule und halbes Gesicht aus Titan besteht, ab und umarmt es in der Schlusssequenz.

## Entstehungsgeschichte

### Vorproduktion und Besetzung
Für Julia Ducournau ist Titane der zweite Spielfilm, bei dem sie Regie führte. Ihr Spielfilmdebüt, der Horrorfilm Raw, war 2016 beim 69. Filmfestival von Cannes in der Nebensektion Semaine de la Critique  uraufgeführt worden und hatte sich zum Überraschungserfolg bei Publikum und Kritikern entwickelt. Wie bei Raw verfasste Ducournau das Drehbuch selbst, wobei laut Produzent Jean-Christophe Reymond fünf Jahre Arbeit zur Fertigstellung notwendig waren. Am meisten fasziniert habe sie das Genre Body Horror. Auch sei der Kubismus für sie bedeutend gewesen. „Er [der Kubismus] sagt etwas über die Dekonstruktion einer Identität aus, um ein neues Bild zu erschaffen, das nur der Person gehört, die es verwirklicht. Wir erleben die vollständige Verwandlung der Filmfigur. Und in dem sie akzeptiert, jemand anders zu werden, eignet sie sich diese neue Person an, bis sie sie selbst wird. So gelingt es ihr, das eigene Schicksal zu transzendieren“, so Ducournau über die Figur der Alexia.
Erneut verpflichtete Ducournau die Schauspielerin Garance Marillier, den Kameramann Ruben Impens, Editor Jean-Christophe Bouzy und Komponist Jim Williams, die an ihrem Debütwerk mitgewirkt hatten. Das Filmprojekt wurde Ende 2019 angekündigt.

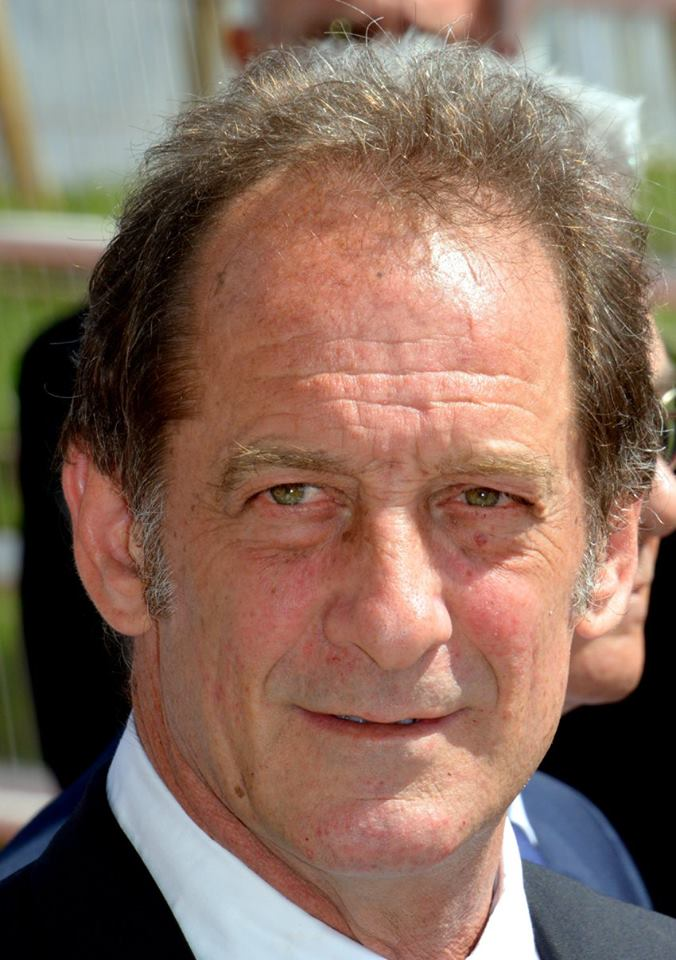
Vincent Lindon übernahm die männliche Hauptrolle

Für die Hauptrollen wählte Ducournau den erfahrenen französischen Schauspieler Vincent Lindon sowie die Newcomerin Agathe Rousselle aus. Lindon bereitete sich anderthalb Jahre ausgiebig mit Krafttraining sowie Laufen auf den Part des Feuerwehrmanns Vincent vor. Dabei veränderte sich die Physis des 61-Jährigen stark. Auch absolvierte er eine Ausbildung bei den Feuerwehrkräften in Sainte-Geneviève-des-Bois. Um die Stimmung, Verhaltensweisen und den Fachjargon kennenzulernen, nahm er zudem gemeinsam mit Ducournau an Nachtschichten und an einem Erste-Hilfe-Kurs teil. Bei einem Feuerwehreinsatz musste Lindon u. a. eine 33 Meter hohe Leiter hinaufsteigen und einen Wasserschlauch mit 15 Kilo Druck bedienen.
Für Agathe Rousselle ist Titane ihr Kinodebüt und gleichzeitig erster Spielfilm. Zuvor hatte sie nur in Kurzfilmen mitgewirkt. Als sie sich bei Regisseurin Ducournau vorstellte, war es das vierte Casting, was ihr vermittelt worden war. Beim letzten Vorsprechen übergab Rousselle ihr einen Brief, der die Filmemacherin sehr berührt habe. Ducournau setzte sich in Anbetracht der fordernden Rolle der Alexia bei den Dreharbeiten für einen „sicheren Raum“ für die Kinodebütantin ein. So wurden bestimmte Szenen mit maximal nur vier Crewmitgliedern am Filmset gedreht. Auch wurde Rousselle das Recht eingeräumt, sofort den Filmdreh zu beenden, sollte sie sich unwohl fühlen. Sehr beruhigend wirkte auf die Schauspielerin, dass Ducournau eine Regisseurin war, die sich mit vielen Frauen umgab. Sie bescheinigte Medien gegenüber bei den Dreharbeiten ein „fürsorgliches Umfeld“ angetroffen zu haben. „Was mich an Ducournaus Film interessiert hat ist, dass sie den Körper als Subjekt behandelt und absolut nicht als Objekt. Zu keinem Zeitpunkt, auch nicht am Anfang, wo der Film sehr sexualisiert ist, wird der Körper thematisiert. Die Tatsache, dass sie ihn nie objektiviert, hat mir ein gutes Gefühl und Vertrauen gegeben“, so Rousselle über die Zusammenarbeit mit der Regisseurin.
Die Rolle des Vaters der jungen Alexia wurde mit dem französischen Filmregisseur Bertrand Bonello besetzt.

### Dreharbeiten und Produktion
Die Dreharbeiten waren ursprünglich vom April bis Mai 2020 vorgesehen. Der Termin konnte aufgrund der COVID-19-Pandemie nicht gehalten werden. Daraufhin wurden die Dreharbeiten im September 2020 in Südfrankreich nachgeholt.
Produziert wurde Titane von der französischen Kazak Productions in Zusammenarbeit mit der belgischen Firma Frakas. Ebenfalls als Koproduzenten traten Arte France Cinema und Voo et Betv auf. Auch waren Canal+ und Arte France an dem Projekt beteiligt. Eine Mitfinanzierung erfolgte durch die staatliche französische Filmförderungsbehörde CNC.

## Veröffentlichung und Rezeption
Der Film wurde am 13. Juli 2021 beim 74. Filmfestival von Cannes uraufgeführt und spaltete die Fachkritik. Vielfach wurden Vergleiche zu David Cronenbergs Crash (1996) gezogen, zum Teil auch zu Shin’ya Tsukamotos Tetsuo: The Iron Man (1989).
In einem rein französischen Kritikenspiegel der Website Le film français sah mit Michaël Mélinard (L’Humanité) nur einer der 15 Kritiker den Film als Palmen-Favoriten an. Neun Kritiker (Cahiers du cinéma, Les Inrockuptibles, Le Journal du Dimanche, L’Obs, Ouest-France, Positif, Sud Ouest, Télé Matin und Télérama) vergaben aber mit drei Sternen jeweils die zweitbeste Wertung an Titane. Im internationalen Kritikenspiegel der britischen Fachzeitschrift Screen International erhielt der Film nur 1,6 von 4 möglichen Sternen und belegte einen der hinteren Plätze unter den 24 Wettbewerbsfilmen.
Die deutschsprachige Fachkritik lobte Titane überwiegend:
Andreas Busche (Der Tagesspiegel) pries Agathe Rousselle, die in der Hauptrolle eine „Tour de Force“ abliefere. Zwar sei Titane „verstörend und provokant“, doch dienten die eingesetzten Schocks „nie als Selbstzweck“. Ducournaus Regiearbeit sei „ein radikales Werk, das die Konventionen von Genre- und Arthousekino (sowie Genderzuschreibungen) neu“ kalibriere. Auch sprenge Titane „alle gängigen Kriterien der Filmkritik“ und Busche räumte der Produktion Preischancen ein.
Aliki Nassoufis (Berliner Morgenpost) räumte Ducournaus Werk in einer Kurzkritik ebenfalls Preischancen ein und bezeichnete es als feministischen Horrorfilm, der mit seiner Geschichte und seinen Bildern provoziere.
Hannah Pilarczyk (Spiegel Online) pries Titane als „fraglos wildesten Film“ des Festivaljahrgangs und traute ihm auch den Gewinn des Hauptpreises zu. Ducournau erfinde mit dem Werk „das Horror-Subgenre des Gender-Gore“. Auch lobte sie Hauptdarstellerin Rousselle als „die Entdeckung dieses Festivals“. Hinter Ducournaus „explizit und konkret körperlich“ erzählter Geschichte stehe das „Erkunden der eigenen Sexualität“. Die Figur der Alexia könne auch „für eine Generation von jungen Menschen stehen, die sexuelle Identität und Orientierung für sich völlig neu“ aufschlüssele und keine Regeln mehr anerkenne.
Teresa Vena (Filmstarts) gefielen an dem Film einige ausgefallene Einfälle und die filmhandwerkliche Machart, wie etwa die Darstellung von Körperlichkeit. Insgesamt aber füge sich der Film nicht zu einem „überzeugenden Ganzen“ zusammen. Immer wenn es „besonders absurd“ würde, glitte der Film „ins Lächerliche“ ab.
Die Kombination aus Feminismus und Body-Horror wird auch von Anna Grillet auf KulturPort aufgegriffen, da Grenzen der Genres und Geschlechterrollen ausgelotet werden. Im Vordergrund der Rezension steht jedoch der Wunsch nach bedingungsloser Liebe, den der Film in beängstigender Intensität thematisiert.
Ein regulärer Kinostart in Frankreich (inklusive des französischsprachigen Teils der Schweiz) fand einen Tag nach der Premiere in Cannes, am 14. Juli 2021, im Verleih von Diaphana Distribution statt. Noch vor dem Start der Dreharbeiten wurden die Verwertungsrechte für Nordamerika von Wild Bunch International an die Firma Neon verkauft. Der deutsche Kinostart erfolgte am 7. Oktober 2021 im Verleih von Koch Films.

## Auszeichnungen
Für Titane erhielt Regisseurin Ducournau bei ihrer ersten Einladung in den Wettbewerb die Goldene Palme, den Hauptpreis des Filmfestivals von Cannes. Sie bedankte sich bei der Preisverleihung bei der mehrheitlich weiblich besetzten Jury um den US-amerikanischen Filmemacher Spike Lee. Diese habe mit ihrer Entscheidung anerkannt, dass die Welt mehr Diversität brauche. Auch dankte sie den Jurymitgliedern dafür, dass sie „die Monster“ zugelassen habe.
Im selben Jahr folgte auf dem Toronto International Film Festival die Auszeichnung mit dem Publikumspreis in der Sektion „Midnight Madness“ sowie vier Nominierungen für den Europäischen Filmpreis 2021 (bester Film, beste Regie, beste Hauptdarsteller – Agathe Rousselle und Vincent Lindon) und der dortige Jurypreis für das Beste Maskenbild an Flore Masson, Olivier Afonso und Antoine Mancini.
Im Oktober 2021 setzte sich Titane gegen Bac Nord – Bollwerk gegen das Verbrechen und Das Ereignis durch und vertrat Frankreich als Kandidat für den besten internationalen Film bei der Oscarverleihung 2022. Ducournaus Regiearbeit kam aber nicht in die engere Auswahl.
Im Jahr 2022 folgte bei der Verleihung der französischen Prix Lumières der Nachwuchsdarsteller-Preis für Agathe Rousselle. Im selben Jahr erhielt Titane vier César-Nominierungen (Beste Regie, Beste Nachwuchsdarstellerin – Rousselle, Beste Kamera, Beste visuelle Effekte – Martial Vallanchon).